# Crella richardi
Crella richardi är en svampdjursart som först beskrevs av Topsent 1892.  Crella richardi ingår i släktet Crella och familjen Crellidae. Inga underarter finns listade i Catalogue of Life.